# Thailand Masters 1985
Das Camus Thailand Masters 1985 war ein professionelles Snookerturnier ohne Einfluss auf die Snookerweltrangliste (Non-ranking-Turnier), das im September 1985 im Rahmen der Saison 1985/86 im Ambassador Hotel der thailändischen Hauptstadt Bangkok ausgetragen wurde. Sieger wurde der amtierende Weltmeister Dennis Taylor, dem im Finale ein 4:0-Sieg über den walisischen Ex-Weltmeister Terry Griffiths gelang. Der Engländer Steve Davis, prägender Spieler der 1980er-Jahre, spielte mit einem 141er-Break das höchste Break und zugleich einzige Century Break des Turnieres.

## Preisgeld
Sponsor des Turnieres war die französische Cognacbrennerei Camus. Zuvor hatte das Unternehmen einen umfassenden Sponsorenvertrag mit Barry Hearns Matchroom Sport abgeschlossen, dem Organisator dieses Turnieres. Ein monetäres Preisgeld für die teilnehmenden Spieler gab es nicht.

## Turnierverlauf
Das Teilnehmerfeld umfasste sechs britische Spieler, die allesamt zu den führenden Snookerspielern jener Zeit gehörten, den nicht zur Weltspitze gehörenden, lokalen Profispieler Sakchai Sim Ngam und den aufstrebenden thailändischen Amateur James Wattana. Die acht Spieler wurden zunächst in zwei Vierer-Gruppen aufgeteilt, in denen jeweils ein einfaches Jeder-gegen-jeden-Turnier gespielt wurde. Die beiden Gruppensieger trafen schließlich im Finale aufeinander. Während alle Gruppenspiele über genau zwei Frames gingen, wurde das Finale im Modus Best of 7 Frames ausgetragen.

### Gruppenphase
Gruppe A
Die Ergebnisse der Gruppe mit den drei britischen Spitzenspielern Dennis Taylor, Willie Thorne und Tony Meo sowie James Wattana sind unvollständig. Es lässt sich aber zweifelsfrei herleiten, dass Taylor die Gruppe gewann.
| Pos. | Spieler       | Partien | S | U | N | Frames | Diff. |
| ---- | ------------- | ------- | - | - | - | ------ | ----- |
| 1    | Dennis Taylor | 2       | 2 | 0 | 0 | 4:0    | +4    |
| 2    | Willie Thorne | 3       | 0 | 2 | 1 | 2:4    | −2    |
| 3    | Tony Meo      | 1       | 0 | 1 | 0 | 1:1    | ±0    |
| 4    | James Wattana | 2       | 0 | 1 | 1 | 1:3    | −2    |

| Spiel | Spieler 1     | Ergebnis | Spieler 2     |
| ----- | ------------- | -------- | ------------- |
| 1     | Dennis Taylor | 02:02    | Willie Thorne |
| 2     | Dennis Taylor | 02:02    | James Wattana |
| 3     | Willie Thorne | 1:1      | Tony Meo      |
| 4     | James Wattana | 1:1      | Willie Thorne |
| 5     | Tony Meo      | –:–      | Dennis Taylor |
| 6     | James Wattana | –:–      | Tony Meo      |

Gruppe B
Der favorisierte, dreifache Weltmeister und amtierender Vize-Weltmeister Steve Davis schwächelte und wurde nur Dritter, spielte aber bei seinem einzigen Sieg direkt ein 141er-Break, das einzige Century Break und somit auch das höchste Break des Turnieres. Während Sakchai Sim Ngam mehr oder weniger chancenlos war, entschied sich der Gruppensieg im direkten Duell zwischen den Davis-Bezwingern Terry Griffiths und Tony Knowles, aus dem Griffiths als Sieger hervorging.
| Pos. | Spieler          | Partien | S | U | N | Frames | Diff. |
| ---- | ---------------- | ------- | - | - | - | ------ | ----- |
| 1    | Terry Griffiths  | 3       | 3 | 0 | 0 | 6:0    | +6    |
| 2    | Tony Knowles     | 3       | 2 | 0 | 1 | 4:2    | +2    |
| 3    | Steve Davis      | 3       | 1 | 0 | 2 | 2:4    | −2    |
| 4    | Sakchai Sim Ngam | 3       | 0 | 0 | 3 | 0:6    | −6    |

| Spiel | Spieler 1       | Ergebnis | Spieler 2        |
| ----- | --------------- | -------- | ---------------- |
| 1     | Tony Knowles    | 02:02    | Steve Davis      |
| 2     | Tony Knowles    | 02:02    | Sakchai Sim Ngam |
| 3     | Steve Davis     | 02:02    | Sakchai Sim Ngam |
| 4     | Terry Griffiths | 02:02    | Steve Davis      |
| 5     | Terry Griffiths | 02:02    | Sakchai Sim Ngam |
| 6     | Terry Griffiths | 02:02    | Tony Knowles     |

### Finale
Der Sieger der Snookerweltmeisterschaft 1985, Dennis Taylor, traf im Endspiel des Turnieres auf Terry Griffiths, der sechs Jahre zuvor überraschend die Weltmeisterschaft gewonnen hatte. Vom Finale sind keine Frameergebnisse bekannt, mehrheitlich wird aber als Endergebnis ein 4:0-Sieg für Taylor angegeben. Alternativ lässt sich auch die Angabe finden, dass Taylor 4:3 gewonnen habe.
| Finale: Best of 7 Frames Ambassador Hotel, Bangkok, Thailand, September 1985 |                |                 |
| Dennis Taylor                                                                | 4:0            | Terry Griffiths |
| Detaillierte Ergebnisse der Frames unbekannt                                 |                |                 |
| –                                                                            | Höchstes Break | –               |
| –                                                                            | Century-Breaks | –               |
| –                                                                            | 50+-Breaks     | –               |